# آرنج
آرَنج یا آرِنج (به انگلیسی: Elbow) نام یکی از اعضای اندام فوقانی انسان است که شبیه زانو عمل می‌کند. مفصل آرنجی دو استخوان زند زیرین و زند زبرین ساعد را به استخوان بازو می‌پیوندد.
اَشکال دیگر این واژه که در متون قدیم فارسی یا گویش‌های آن به‌کار می‌رفته عبارتند از آرج، آرن، آران، وارَن، وارنج، آرنگ و رونکک. و آرنج را در خراسان زَنگیچه هم می‌نامیدند.

گاهی برخورد در ناحیه آرنج با لبه‌های تیز و غیره    باعث حس خواب‌رفتگی و ناراحتی در انگشت کوچک و انگشت انگشتری می‌شود. این امر به این خاطر است که عصب زند زیرین که از ناحیه آرنج می‌گذرد در این ناحیه بدون محافظ است، و این تنها ناحیه بدون حفاظت در میان اعصاب بدن است.

## نگارخانه

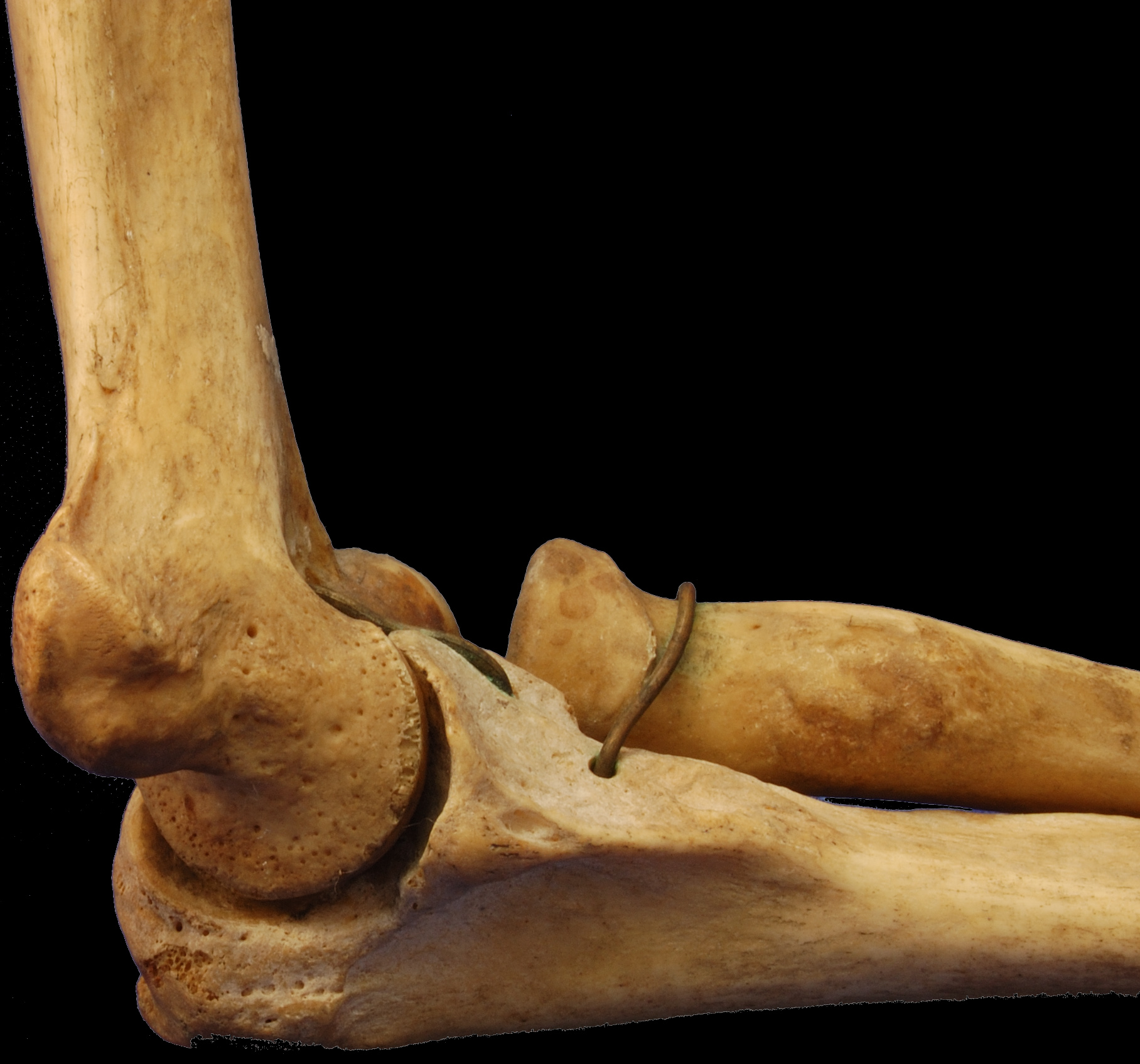
استخوان‌های بازو، زند زبرین و زند زیرین به حالت خم‌شده
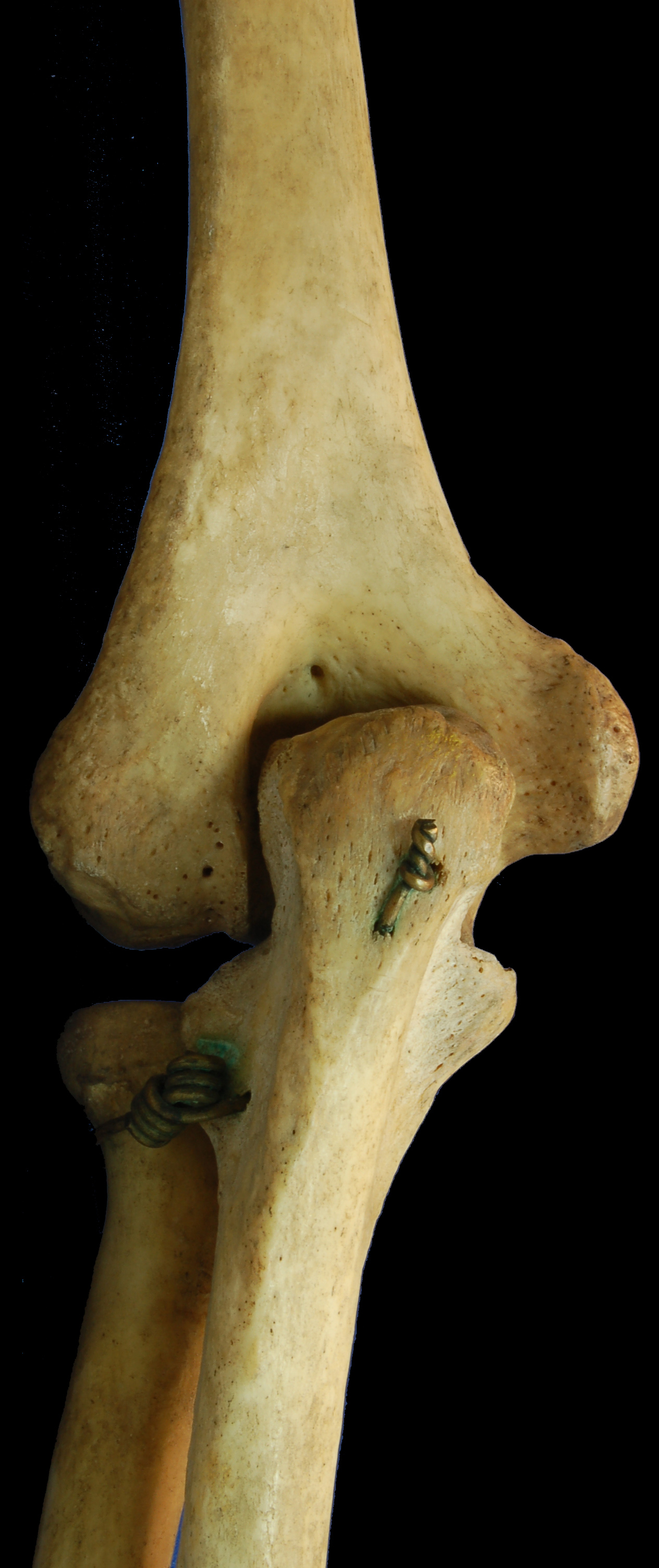
استخوان بازوی چپ انسان، بخش انتهایی پسین به حالت بازشده
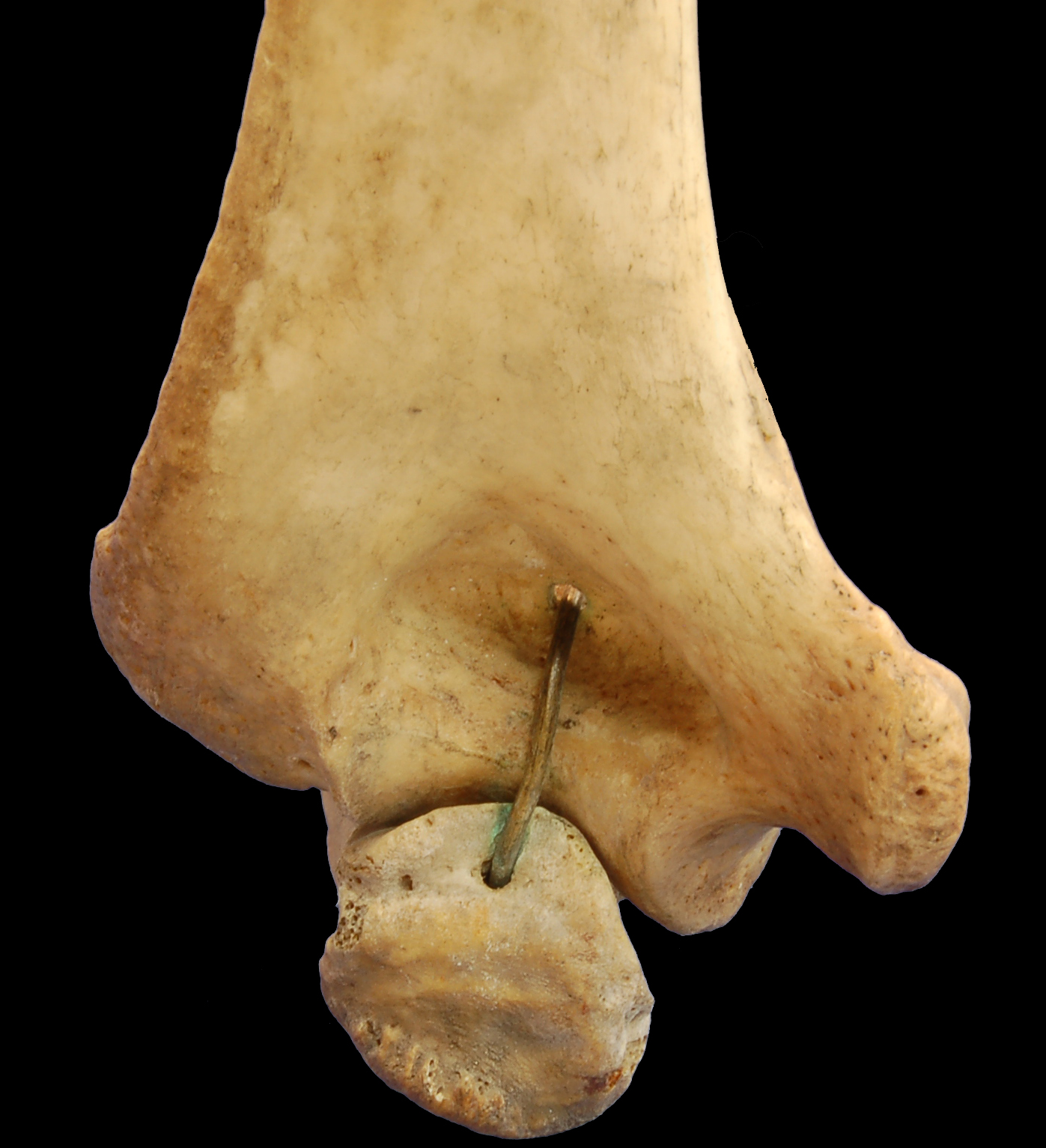
استخوان بازوی چپ انسان، بخش انتهایی پسین به حالت خم‌شده
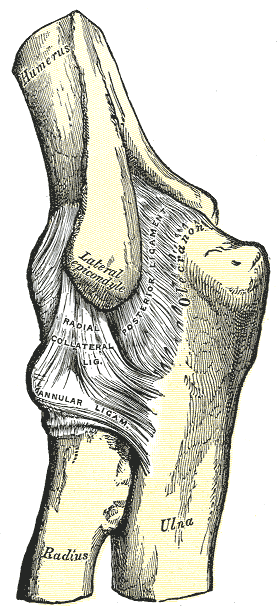
مفصل آرنج چپ، زردپی‌های کناری زند زبرین و پسین نیز در تصویر دیده می‌شود.
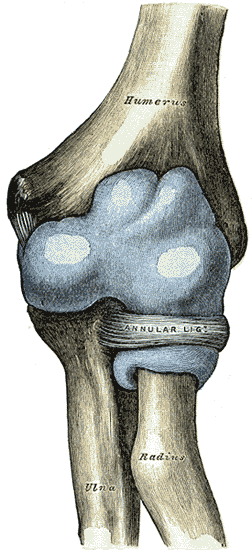
Capsule of elbow-joint (distended). Anterior aspect.
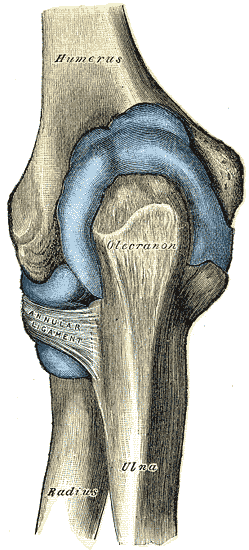
Capsule of elbow-joint (distended). Posterior aspect.
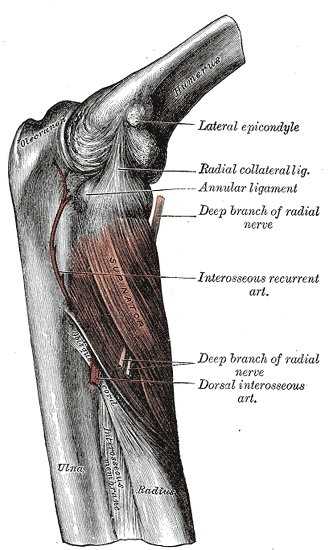
ماهیچه برون‌گردان[۸]، دید پسین.
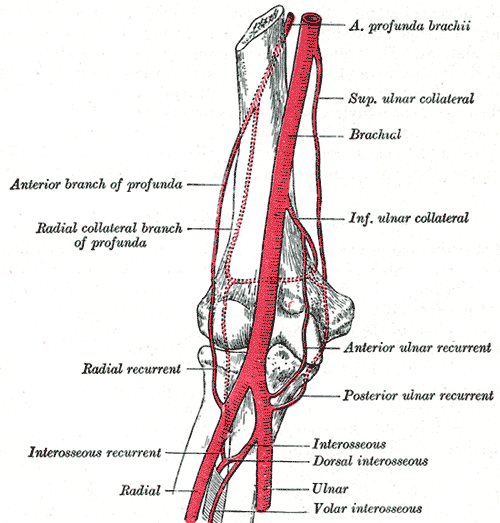
نمودار هم‌دهانگی[۹] رگ‌ها در پیرامون مفصل آرنج.
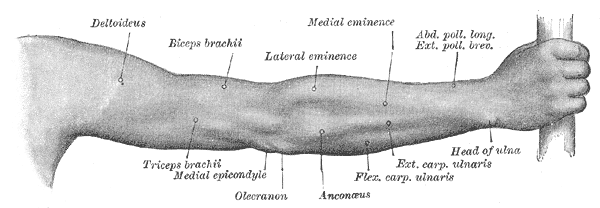
پشت دست و بازوی انسان.
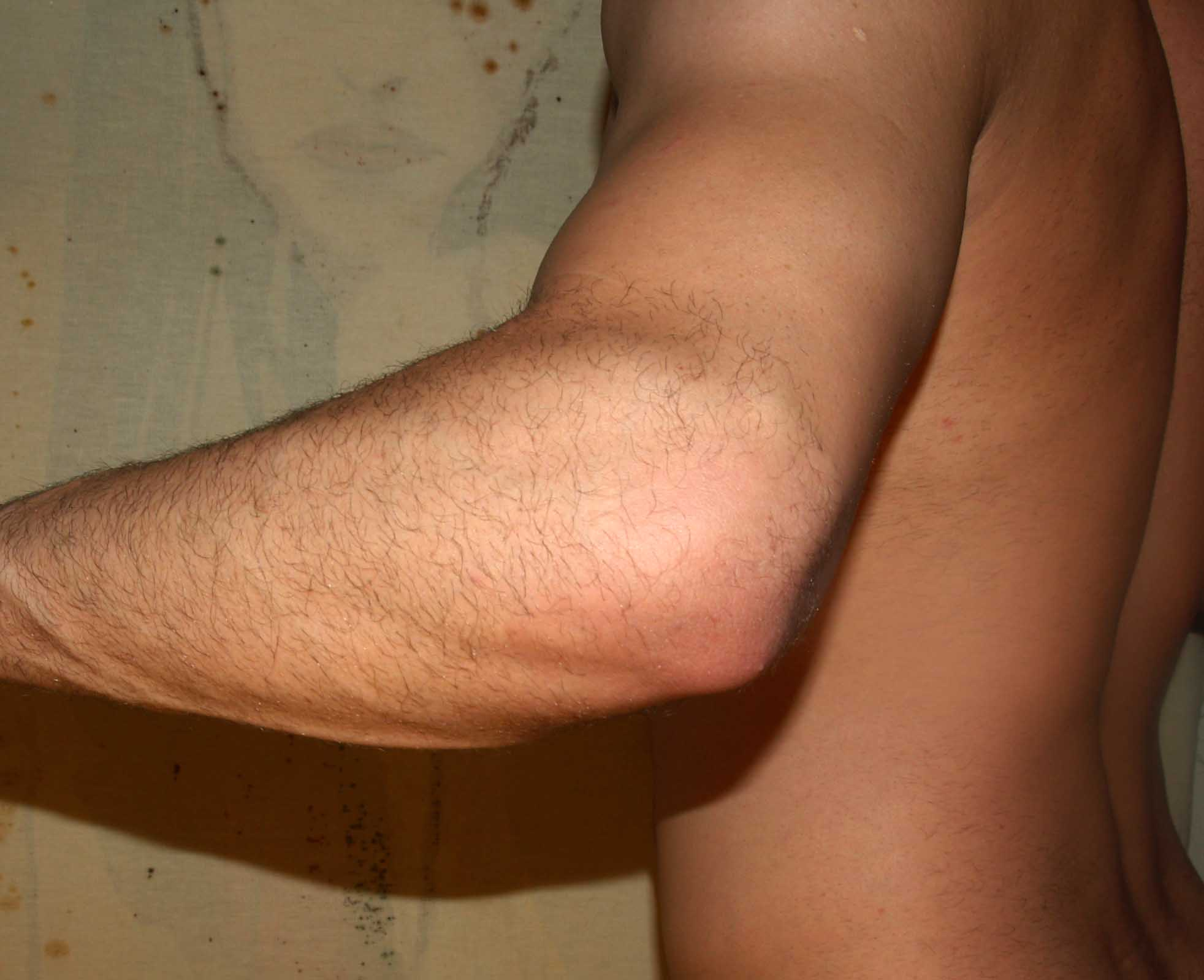
آرنج چپ مرد
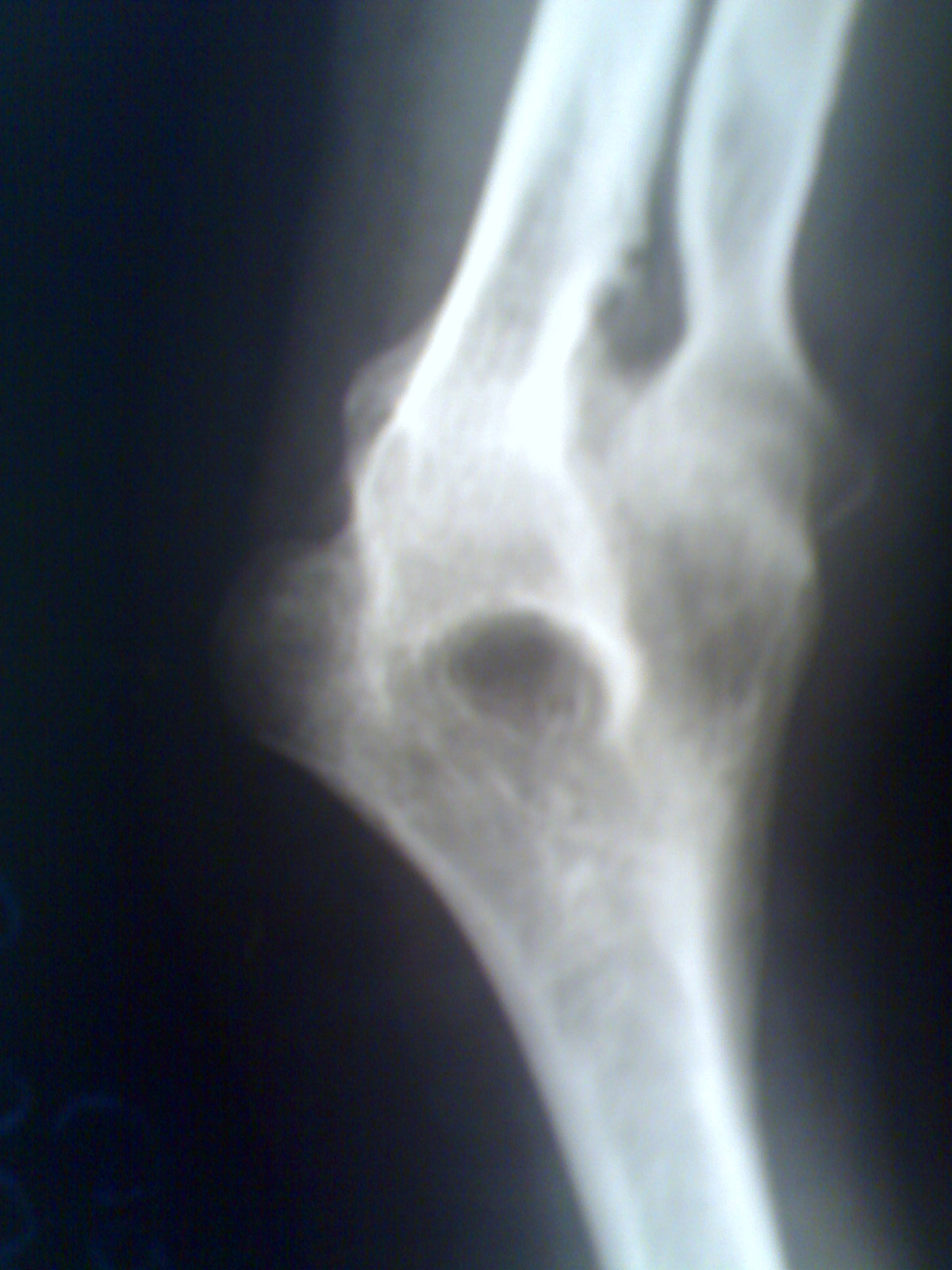
هم‌جوشی آسیب‌شناختی سه استخوان در محل آرنج.